# واحدا منهم (لوست)
"واحداً منهم" (بالإنجليزية: One of Them) هي الحلقة الرابعة عشرة من الموسم الثاني من مسلسل لوست والحلقة التاسعة والثلاثين من المسلسل ككل. الحلقة من إخراج ستيفن ويليامز وكتبها كل من ديمون ليندلوف وكارلتون كيس. بُثت لأول مرة في 15 فبراير 2006 على قناة ABC. تتمحور الحلقة حول شخصية سعيد جراح (نافين أندروز) وتظهر جزء من حياته السابقة في فلاشباك الحلقة. في هذه الحلقة، يتعرف الناجون على هنري غيل (مايكل إيمرسون) ويلقو القبض عليه ويستجوبونه، وهو رجل يعتقدون أنه واحد من "الآخرون".

## ملخص الحلقة

### الفلاشباك
في ملجأ عراقي خلال حرب الخليج الثانية، وبينما تتساقط القنابل حولهم، يحث قائد الحرس الجمهوري (طارق) جنوده على الاستمرار في حرق الوثائق. يُقتحم المكان بواسطة جنود أمريكيون ويأسرون الجنود العراقيين. يريد أحد ضباط الصف معرفة من هو قائد الوحدة ويتبين أن أحد الأسرى يتحدث الإنجليزية: سعيد. يقول سعيد أنه لا يوجد قائد وحدة هنا، يشعر الجندي بأن سعيد يكذب، ويضربه بعقب بندقيته. يُأخذ سعيد جانباً من قبل الرقيب سام أوستن (وهو زوج أم كيت الذي ظهر في حلقة ما فعلته كيت) للاستجواب وليسأله عن مكان القائد. لكن سعيد، بصفته جندي مخلص في الحرس الجمهوري، يخبر الأمريكيون أن طارق فر إلى الحلة قبل وقت طويل من وصولهم. يقتاده الأمريكيون إلى غرفة، حيث يجد طارق مقيداً على كرسي داخلها.
يطلب الأمريكيون من سعيد العمل معهم كمترجم لاستجواب قائده طارق. يتبين أنهم يبحثون عن طيار مروحية مفقود ويقولون أن طارق يستطيع أن يقودهم إليه. يرفض طارق التعاون معهم، ويأمر سعيد باللغة العربية بسرقة مسدس الحارس وإطلاق النار على أكبر عدد ممكن من الأمريكيون قبل أن يقتلوه. سعيد لا يفعل ذلك، و يترجم للأمريكيون فقط أن طارق ليس لديه الإجابة.
يتعرف سعيد على عميل وكالة استخبارات الدفاع يُدعى كلفن إنمان (كلانسي براون)، يخبره أنه من المهم جداً العثور على طيار المروحية المفقود، لكنه يقول ان على سعيد تعذيبه لأن طارق لن يتكلم أبداً. يُشَّغل شريط فيديو يظهر ناس في قرية عراقية يموتون بسبب هجوم بغاز السارين بأمر من طارق. يقول الرجل أنه يعرف أن لسعيد عائلة في تلك القرية. يوافق سعيد على استجواب طارق بعد أن شعر بالخيانة. ويسلم الضابط الأمريكي سعيد صندوقاً كبيراً مليئ بأدوات التعذيب.
يبدأ سعيد باستجواب طارق الذي يخوّن سعيد لأنه يعمل مع الأمريكيون. بعد لحظات من استجواب سعيد له وتعذيبه، يخرج سعيد منهكاً من غرفة التحقيق، ويستطيع الحصول على المعلومة من طارق، حيث تبين أن الطيار الأمريكي أُعدم قبل يومين ودُفن في حقل على بعد 4 كم. يسلم سعيد الصندوق للضابط الأمريكي ويديه ملطختان بالدماء.
سعيد موجود في مؤخرة شاحنة عسكرية مع عدد من الجنود أحدهم الرقيب أوستن، يسأل أوستن سعيد إذا كان لديه زوجة أو أطفال، فيهز رأسه نافياً. يطلب منه أوستن أن ينظر إلى صورة ابنته (تظهر كيت وهي شابة). يُقاد سعيد إلى طريق مهجور في الصحراء العراقية. يُخرج إنمان سعيد من الشاحنة ويخبره أن الأمريكيون ينسحبون من العراق. يقول إنه يعتقد أن سعيد محظوظ الآن لأنه اكتسب مهارة جديدة يمكنه استخدامها. لكن سعيد يتعهد أنه لن يعذب أحداً مرة أخرى. يبدأ إنمان فجأة في التحدث باللغة العربية بطلاقة، ويخبره أنه في يوم من الأيام، سيكون هناك شيء يحتاج إلى معرفته والآن يعرف كيف يصل إليه. إنمان يسلم سعيد الصندوق ويعطيه 1000 دولار للعودة إلى الرمادي ويذهب.

### على الجزيرة
على الجزيرة، تأتي آنا لوسيا (ميشيل رودريغز) إلى سعيد وتخبره أنها رأت "واحداً منهم" بالقرب من المخيم. تتتبع هي وسعيد الشخص، لكن سعيد يتعرف عليها على أنها دانييل روسو (ميرا فورلان). يطلب من آنا العودة إلى المخيم، ويطلب منها عدم إخبار أي شخص بما رأته. سعيد يواجه دانييل ويسألها عما تفعله هنا وتقول إنها كانت تبحث عنه.
تطلب دانييل من سعيد أن يتبعها، لكنه لا يثق بها، بما إن آخر مرة التقيا فيها قامت بخداعه وسرقت طفل كلير. تعطيه بندقيتها لكسب ثقته.
تقوده عبر الغابة إلى منطقة خالية، حيث يوجد رجل معلق في شبكة على شجرة ويطلب المساعدة. يدّعي أن اسمه هنري غيل وهو من ولاية مينيسوتا. دانييل تحذر سعيد من إطلاق سراحه، وتخبره أنه لا ينبغي أن يصدق أي كلمة يقولها. بعد أن حرره سعيد، يحاول غيل الهرب، ثم تصيبه روسو من الخلف بواسطة قوس، متعمدة إصابة قلبه. روسو مقتنعة بأن غيل هو "آخر"، وتطلب من سعيد أن ينقله إلى طبيبهم. تخبره أن غيل "سيكذب لفترة طويلة...".
في محطة سوان، يوقظ سعيد لوك (تيري أوكوين) ويخبره بقصة غيل. يبدأ سعيد باستجواب غيل ويطرح عليه بعض الأسئلة. يدعي غيل أن منطاده تحطم على الجزيرة. يصل جاك (ماثيو فوكس) ويزيل السهم من جسد غيل ثم يأخذ سعيد لوك جانباً ويقنعه بتغيير كلمة مرور باب مستودع الأسلحة حتى يتمكن من استجواب غيل دون تدخل جاك. يخدعون جاك لإحضار غيل إلى مستودع الأسلحة، ثم يغلق سعيد الباب بينما يخرج جاك ولوك. بينما جاك يطرق الباب ويسأل سعيد عما يفعله، يجيب سعيد بهدوء "ما يجب القيام به".
يستجوب سعيد هنري، الذي يقول إنه وزوجته جينيفر كانا في منطاد هواء ساخن يعبران المحيط الهادئ وتحطما قبل أربعة أشهر أو أكثر على الشاطئ الشمالي. وقال إنه كان ثرياً لأنه يمتلك شركة تقوم بالتنقيب عن المعادن. يركز سعيد على هذا الأمر ويشكك في استخدامه المتكرر لصيغة الزمن الماضي. يجاوب هنري بأنه بدأ يفكر في حياته في العالم الخارجي كشيء من الماضي. ويواصل قائلاً إنه التقى بزوجته في جامعة مينيسوتا. بعد تحطمهما على الجزيرة، يدعي هنري أن زوجته أُصيبت بالمرض قبل ثلاثة أسابيع، وبدأ الأمر بالحمى، ثم تدهور إلى الهذيان وأدى في النهاية إلى وفاتها. يصف منطاد الهواء الساخن الخاص به ويقول إنه حفر قبر زوجته بالقرب من مكان تحطمهما. ثم يتحرك سعيد نحوه ويمسك بأحد أصابعه ويلقطه بالكماشة. ثم يبدأ في الاستجواب بشراسة أكبر ويهدد بكسر إصبع هنري.
في هذه الأثناء، جيمس "سوير" فورد (جوش هولواي) منزعج من أصوات النقيق العالية التي يصدرها ضفدع الشجرة. سوير يسأل جين (دانيال داي كيم) إذا كان يسمع ذلك أيضاً، لكن جين يتجاهله. يتوجه سوير إلى الغابة ويصادف هوغو "هيرلي" رييس (خورخي غارسيا) وهو لديه مخبأ سري يحتوي على طعام سرقه من المخزون المخبأ في الفتحة. يقول سوير إنه لن يخبر أحداً عن ما رآه إذا ساعده في العثور على الضفدع. أثناء رحلتهم، يستمر سوير في مناداة هيرلي بأسماء مستعارة مختلفة، جميعها لها علاقة بزيادة وزن هيرلي. اشتعلت أعصاب هيرلي في النهاية ويخبر سوير أنه على الرغم من سمنته، إلا أن الناس ما زالوا يحبونه، بينما لا أحد يحب سوير. يعتذر سوير منه، وهيرلي يقرر مواصلة الرحلة معه ويجدون الضفدع في النهاية. يحاول هيرلي التفاهم مع سوير ويوعده بأخذ الضفدع إلى جزء آخر من الجزيرة وبذلك "يكون الجميع سعداء"، لكن سوير يقتله سحقاً بيده.
بينما يقوم جاك بتنظيف دماء غيل، يتجادل أكثر مع لوك بينما يواصل سعيد استجوابه بشأن البالون وزوجته. يصرخ سعيد متسائلاً عن قبر زوجته: "ما هو عمقه؟ كم مجرفة تراب استخدمت؟ هل استخدمت يديك؟ كم من الوقت استغرق منك ذلك؟" عندما لا يعرف غيل ماذا يجيب، يصبح سعيد عنيفاً أكثر ويبدأ بضربه بشدة. يقول سعيد أنه عليه أن يتذكر مدى عمق القبر لو كان قد دفن المرأة التي يحبها حقاً. يسأل غيل عما إذا كان سعيد قد فقد شخصاً يحبه على الجزيرة، ويقول سعيد إنه كان مجرد حادث، ويخبره أن المرأة التي قتلتها عن طريق الخطأ إعتقدت أنها "شخص يريد إيذائنا، شخص مثلك!"
يلكم سعيد غيل على وجهه مراراً وتكراراً، بينما يتوسل إليه غيل لكي يتوقف. صرخات غيل تدفع جاك لإجبار لوك على فتح باب مستودع الأسلحة، تماماً أثناء بدأ صوت المؤقت بالرنين. يقول جاك إنه إذا لم يفتح لوك الباب، فلن يسمح له بالضغط على الزر. لا يعتقد لوك أن جاك سيخاطر بحياة الجميع على الجزيرة، لكن جاك يقول إنه لا يعتقد أن أي شيء سيحدث إذا لم يتم الضغط على الزر. يفتح لوك الباب في النهاية، ويسرع لإدخال الرمز والضغط على الزر، لكن أصابعه تتعثر ولا يتمكن من إدخالها في الوقت المناسب.
عندما يصل المؤقت إلى الصفر، تتبدل ألوان اللوحة البيضاء والسوداء إلى اللون الأحمر، وتظهر رموز هيروغليفية مصرية بدلاً من الأرقام، ويبدأ ما يبدو وكأنه محرك نفاث بالعمل. أخيراً، يُدخل لوك الرمز، ويضغط على الزر "نَفِّذ". يتوقف الصوت ويعود المؤقت إلى 108. في هذه الأثناء في مستودع الأسلحة، يقتحم جاك المكان ويوقف سعيد الغاضب من ضرب غيل، الذي يصرخ قائلاً: "إنه يكذب!" عدة مرات. يعيدوا حبس هنري الملطخ بالدماء في مستودع الأسلحة مرة أخرى. يذكر جاك سعيد كيف عذبته دانييل روسو لأنها إعتقدت أن سعيد "آخر". يتفق لوك مع جاك قائلاً: "بالنسبة لروسو، نحن جميعاً آخرون".
على الشاطئ، يروي سعيد قصته لتشارلي، ويدعي أنه يعرف أن غيل هو "آخر" لأنه لم يشعر بالذنب تجاه ما فعله. يخبر تشارلي أنه يبدو أن الجميع قد نسوا ما فعله الآخرون بهم، وكيف اختطفوا كلير أو كيف علقوا تشارلي على شجرة.
يسأل تشارلي إذا كان قد نسي أيضاً.

## الإنتاج
في عام 2001، فاز الممثل الأمريكي مايكل إيمرسون بجائزة إيمي عن ظهوره كضيف في دور القاتل المتسلسل "ويليام هينكس" في مسلسل الممارسة (بالإنجليزية: The Practice). أحب منتجو لوست عمله في الممارسة، لذلك حرصوا على اختيار إيمرسون في دور "هنري غيل"، حيث اعتقدوا أنه يناسب الشخصية جيداً. تم التعاقد مع إيمرسون في الأصل للظهور في ثلاث حلقات فقط من مسلسل لوست، حيث ظهر لأول مرة في منتصف الموسم الثاني وتحديداً في هذه الحلقة. تعاقد المنتجون معه لاحقاً لمدة خمس حلقات أخرى، وأصبح بعدها جزءاً من طاقم الممثلين الرئيسيين في الموسم الثالث.

## الإستقبال
شاهد هذه الحلقة 18.20 مليون مشاهد.

## روابط خارجية
- "واحداً منهم" على قناة ABC
- «واحدا منهم» على قاعدة بيانات الأفلام على الإنترنت